# سيزار كوينكا
سيزار كوينكا (بالإسبانية: César Cuenca)‏ مواليد 18 يناير 1981 في محافظة تشاكو، الأرجنتين، هو ملاكم محترف أرجنتيني يصنف ضمن فئة وزن خفيف الوسط بدأ مسيرته الاحترافية سنة 2002 حيث انتصر في نزاله الأول.

## إحصائيات
خاض خلال مسيرته 52 نزالا، فاز في 48 وخسر في 2. فاز بالضربة القاضية في نزالين.

## روابط خارجية
- سيزار كوينكا على موقع بوكس ريك (الإنجليزية) (registration required)